# Politiet i virkeligheden
Politiet i virkeligheden er en dansk dokumentarserie i tre afsnit fra 1986 med instruktion og manuskript af Dola Bonfils.

## Afsnit
| # | Titel              | Første sendedag  |
| --- | ------------------ | ---------------- |
| 1 | "Kontrolbilledet"  | 29. oktober 1986 |
| Dokumentarfilm om det daglige arbejde på en Storkøbenhavnsk politistation. Hverdagens opgaver rækker fra bombetrusler over mistænkelige forhold til mindreårige kriminelle bortkomne børn. Hver opgave registreres i politiets døgnrapport, som danner grundlag for politiets statistik og giver et billede af, hvad samfundet reagerer imod - kontrolbilledet. |                    |                  |
| 2 | "Lighed for loven" | 29. oktober 1986 |
| 3 | "Konsekvenser"     | 29. oktober 1986 |
| Hverdagen i en storkøbenhavnsk politikreds er præget af vold, dødsfald og natlig uro. I ungdomsklubben holder distriktsbetjenten foredrag om våbenbrug blandt de kriminelle, mens de vagthavende midt i travlheden får tid til »Hill Street«. |                    |                  |